# Phaeochorella ciliata
Phaeochorella ciliata är en svampart som beskrevs av Bat. & J.L. Bezerra 1961. Phaeochorella ciliata ingår i släktet Phaeochorella och familjen Phyllachoraceae.   Inga underarter finns listade i Catalogue of Life.